# Governo in esilio della Grecia
Governo in esilio della Grecia (in greco: Ελληνική Εξόριστη Κυβέρνηση Μέσης Ανατολής) fu il governo del Regno di Grecia, istituito a seguito dell'invasione tedesca del paese e che ebbe come sedi le città del Cairo (nel 1941, poi dal 1943 al 1944) e di Londra (1941 - 1943). L'esecutivo greco ritornò poi ad Atene quando la Grecia venne liberata nell'ottobre 1944.
Dopo che il governo ellenico si trasferì in Gran Bretagna, il centro governativo più importante rimaneva Il Cairo; per questo il governo greco in esilio viene anche ricordato come "Governo greco in esilio del Medio Oriente", o "Governo del Cairo" .  

## Storia

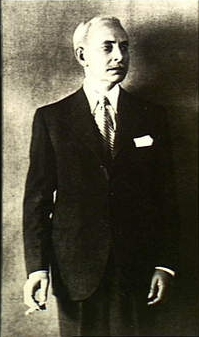
Il Premier Alexandros Korizis.

Nell'ottobre del 1940, le truppe italiane invasero la Grecia ma non riuscendo nel loro intento militare furono soccorse dalla Germania nazista, che intraprese la cosiddetta "Operazione Marita", che portò alla conquista del regno greco. Alcuni mesi prima dell'invasione tedesca, il primo ministro greco Ioannis Metaxas, al potere dittatoriale dal 1936, morì il 29 gennaio 1941, e venne sostituito da Alexandros Korizis. Mentre Atene stava per cadere nelle mani dei nazisti, Koryzis si sparò nel suo ufficio e re Giorgio II di Grecia offrì l'esecutivo a Alexandros Mazarakis, che però rifiutò l'offerta, poiché il sovrano non era disposto a licenziare il politico Konstantinos Maniadakis, l'odiato ministro dell'ordine pubblico sotto il Regime del 4 agosto . Sotto la forte pressione di Sir Michael Palairet, ambasciatore britannico ad Atene, il monarca ellenico nominò Emmanouil Tsouderos,  ex governatore della Banca centrale di Grecia, quale nuovo Premier il 21 aprile 1941 . Il 25 aprile, con l'avanzata tedesca, re Giorgio II e il suo governo lasciarono il paese continentale per raggiungere l'isola di Creta, che fu però attaccata dalle forze naziste il 20 maggio 1941 .  
Con l'invasione nazista di Creta, re Giorgio ed il governo lasciarono l'isola e si recarono in Egitto, al Cairo, dove risiedettero come Governo greco in esilio. In Egitto, il governo in esilio insediò il suo primo accampamento fuori dal paese. Nella capitale e ad Alessandria vi era una ricca ed istruita diaspora greca che mostrava sentimenti venizelisti, quindi anche repubblicani. A causa delle tensioni legate alla presenza del re e del suo gabinetto, il governo in esilio fu costretto a recarsi a Londra nel settembre del 1941 . Le forze armate e il ministro della Difesa rimasero in Egitto; durante il periodo in cui il governo greco risiedeva ufficialmente a Londra, gli occhi dei rappresentanti erano principalmente concentrati su quanto accadeva al Cairo. Il fatto che la capitale egiziana rimanesse al centro dell'attenzione si riflette anche nella letteratura riguardo al governo in esilio, che considera gli eventi di Londra come secondari. L'attenzione rivolta al Cairo valse al governo greco in esilio il nome di Ελληνική Εξόριστη Κυβέρνηση Μέσης Ανατολής, che si traduce in "governo greco in esilio del Medio Oriente", venendo anche chiamato "governo del Cairo" .  

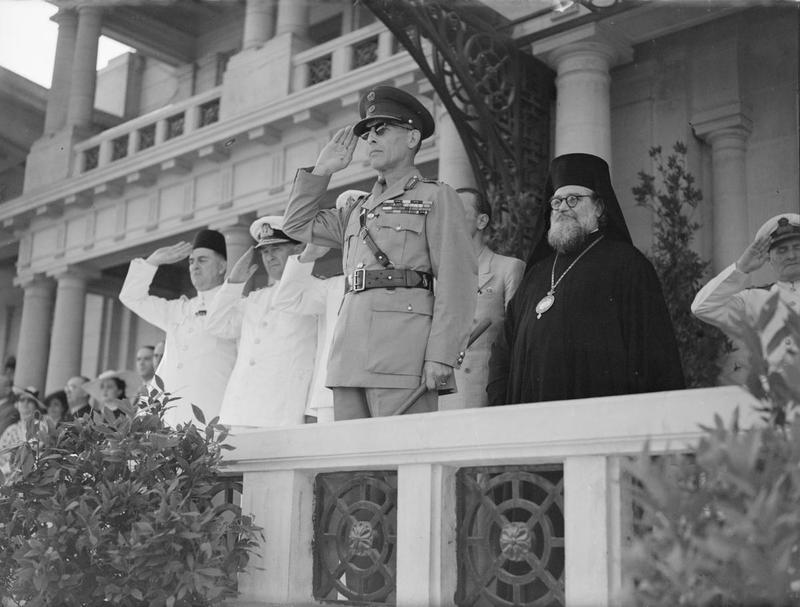
Giorgio II ad Alessandria d'Egitto.

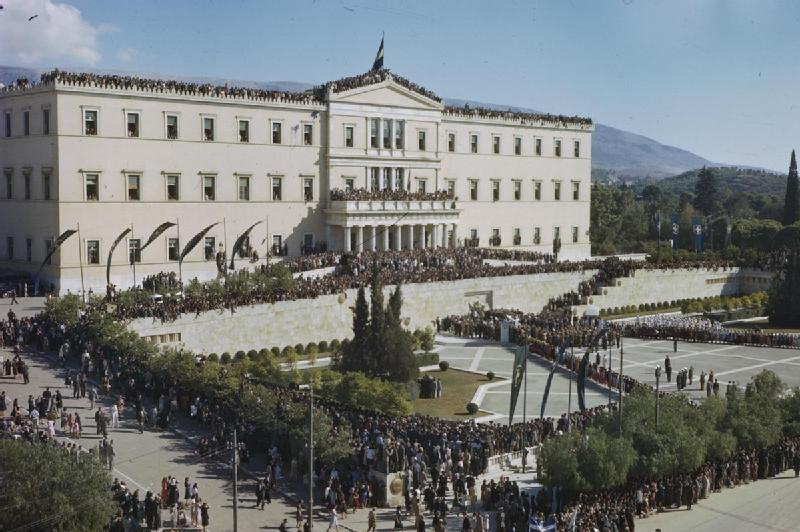
I festeggiamenti per il ritorno del governo greco ad Atene, nell'ottobre 1944.

Nonostante la lunga distanza da colmare, il governo greco in esilio mantenne legami molto stretti, rispettivamente, con Londra e con le istituzioni governative britanniche. Tuttavia, all'interno della comunità di esuli e uropei a Londra, i rappresentanti della Grecia rimasero isolati e giocarono un ruolo piuttosto discreto. La situazione per i greci in Egitto si calmò di nuovo, così che l'esercito poté rimanere e il Re e i ministri poterono tornare nella primavera del 1943. Il governo greco in esilio tornò nella madrepatria il 17 ottobre 1944, quando i tedeschi e i loro alleati evacuarono il territorio nazionale. Tuttavia, anche prima della liberazione del paese, la legittimità del governo in esilio fu contestata dalla resistenza greca interna, le cui forze istituirono persino un governo parallelo con tendenze repubblicane (il Comitato politico per la liberazione nazionale o PEEA) il 10 marzo 1944. Per molti greci, il governo in esilio appariva come il successore della dittatura instaurata da Metaxás nel 1936, mentre i suoi stretti legami con il governo britannico gli conferivano l'immagine di un nuovo potere fantoccio dominato dagli stranieri. Il re Giorgio II di Grecia ritornò ad Atene solo nel 1946. Durante l'assenza del sovrano, l'arcivescovo Damaskinos di Atene assunse la reggenza dal 31 dicembre 1944 al 27 dicembre 1946 .

## Governo

### Re degli Elleni
- Giorgio II di Grecia (1922 - 1924, 1935 - 1946)

### Primi ministri
- Emmanouil Tsouderos (21 aprile 1941 – 13 aprile 1944)
- Sofoklīs Venizelos (14 aprile 1944 – 26 aprile 1944)
- Geōrgios Papandreou (26 aprile 1944 – ottobre 1944)